# Rebirth of a Nation
Albums de Public Enemy
Beats and Places
(2005) Bring That Beat Back
(2006)
Rebirth of a Nation est le dixième album studio de Public Enemy, sorti le 7 mars 2006.
Cet album, qui a été entièrement produit par le rappeur Paris, s'est classé 16e au Top Independent Albums, 54e au Top R&B/Hip-Hop Albums et 180e au Billboard 200.

## Liste des titres
| No  | Titre                                                                               | Contient un (des) sample(s) de | Durée |
| --- | ----------------------------------------------------------------------------------- | --- | ----- |
| 1.  | Raw Shit (featuring Paris et MC Ren)                                                | | 4:16  |
| 2.  | Hard Rhymin' (featuring Paris et Sister Souljah)                                    | Jack Be Nimble (traditionnel) Different Strokes de Syl Johnson Shut 'Em Down de Public Enemy | 4:41  |
| 3.  | Rise                                                                                | Fantastic Freaks at the Dixie de DJ Grand Wizard Theodore and The Fantastic Five Bring the Noise de Public Enemy | 4:08  |
| 4.  | Can't Hold Us Back (featuring Paris, dead prez et Kam)                              | | 5:07  |
| 5.  | Hard Truth Soldiers (featuring Paris, dead prez, The Conscious Daughters et MC Ren) | | 4:18  |
| 6.  | Hannibal Lecture (featuring Paris)                                                  | | 3:50  |
| 7.  | Rebirth of a Nation (featuring Professor Griff)                                     | Hobo Scratch de Malcolm McLaren et le World's Famous Supreme Team Fantastic Freaks at the Dixie de DJ Grand Wizard Theodore and The Fantastic Five Rebel Without a Pause de Public Enemy Bring the Noise de Public Enemy 911 Is a Joke de Public Enemy) | 3:27  |
| 8.  | Pump the Music, Pump the Sound                                                      | | 2:28  |
| 9.  | Make It Hardcore (featuring Paris)                                                  | | 5:16  |
| 10. | They Call Me Flava                                                                  | | 3:09  |
| 11. | Plastic Nation                                                                      | | 3:03  |
| 12. | Coinsequences (featuring Paris)                                                     | | 4:19  |
| 13. | Invisible Man                                                                       | | 4:29  |
| 14. | Hell No We Ain't All Right!                                                         | Peace and Love (Amani Na Mapenzi): Movement IV (Encounter) de Mandrill | 4:31  |
| 15. | Watch the Door                                                                      | Change the Beat (Female Version) de Beside | 3:35  |
| 16. | Field Nigga Boogie (XLR8R Remix) (featuring Paris et Immortal Technique)            | Your Sister's Def des Beastie Boys featuring Doctor Dré | 5:10  |